# Chronologie d'Aix-les-Bains

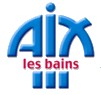
Logo d'Aix-les-Bains

Cette chronologie d'Aix-les-Bains liste les principaux événements historiques de la ville d'Aix-les-Bains, située en France dans le département de la Savoie en région Auvergne-Rhône-Alpes.

## L'antiquité

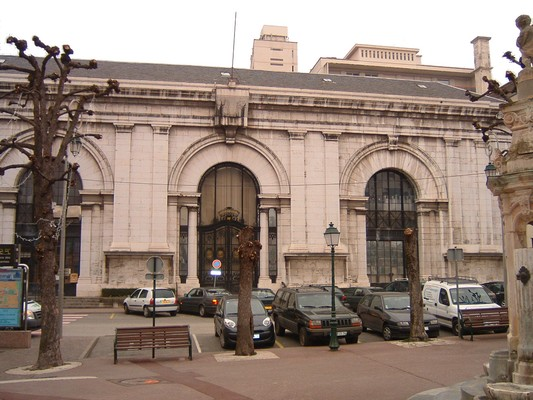
Les Thermes romains

- 120 av. J.-C. : Présence et conquête de l'Empire romain de tout le territoire savoyard dont le territoire de la ville d'Aix-les-Bains.

## XIesiècle
1011 : Rédaction de la charte de donation de la terre royale d’Aix par le roi de Bourgogne Rodolphe III à sa femme Ermengarde.

## XIIIesiècle
1235 : Humbert de Seyssel est le premier membre de la famille de Seyssel qui soit qualifié de seigneur d'Aix.

## XVIIesiècle
Le 21 août 1600 : Lors de la guerre franco-savoyarde, les troupes françaises d'Henri IV entrent à Aix abandonnée par ses habitants et le roi de France profite des bains d'Aix

## XVIIIesiècle

### RévolutionetPremier Empire(1789-1815)

Le sud de l'empire français. Le département du Mont-Blanc est situé au nord-ouest de la carte.

1792 : Les Français révolutionnaires passent les frontières, Aix-les-Bains fait partie du département du Mont-Blanc.

## XIXesiècle
1816 : Alphonse de Lamartine vint pour la première fois à Aix-en-Savoie.
1822 : Le roi Charles-Albert de Savoie inaugure les Thermes albertins en hommage au fondateur de la dynastie de la maison de Savoie.
1832 : L'écrivain Alexandre Dumas père quitte Paris durant l'été pour se rendre à Aix-les-Bains et fuir le choléra.
1832, 27 août : Honoré de Balzac arrive à Aix, Mme de Castries lui a donné rendez-vous et retenu une chambre dans la pension Roissard.
1850 : Le casino Grand-Cercle a été inauguré par le roi Victor-Emmanuel II, duc de Savoie.
1860 : Lors de la signature du traité de Turin, Aix-les-Bains devient à nouveau une ville française.
1860 : L'empereur français Napoléon III fait des thermes d'Aix-les-Bains des Thermes nationaux.
1867 : Le PLM achète les lignes Culoz - Aix-les-Bains et Chambéry - Modane.
1870 : Les bases du Club alpin français sont décidées à Aix-les-bains.
1889 : Le sculpteur Alfred Boucher s'installe à Aix-les-Bains en conservant son atelier parisien et il honore de nombreuses commandes de monuments commémoratifs.

### Belle Époque(1890-1914)
1899 : Le casino Grand-Cercle se dote d'un théâtre de 900 places équipé d’une machinerie en bois.
1899 : Création du golf d'Aix-les-Bains à l'initiative de riches résidents anglais.

## XXesiècle
1929, 7 décembre : Aga Khan III épousa en mariage civil à Aix-les-Bains la savoyarde Andrée Joséphine Carron.

### L'entre-deux-guerres

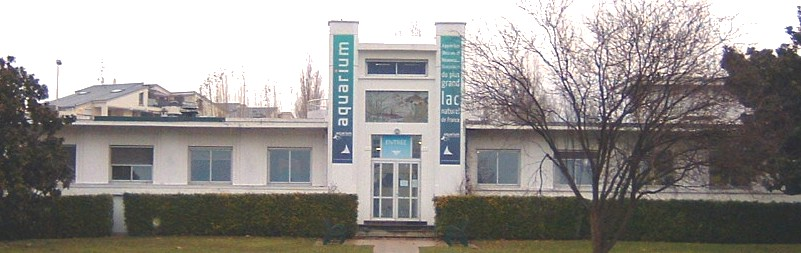
L'aquarium du Lac du Bourget à Aix-les-Bains vue depuis l'esplanade

1922 : Le sculpteur Alfred Boucher réalise le monument aux morts de la ville d'Aix-les-Bains.
1933 : Création de l'Aquarium du Lac du Bourget par l'École nationale des eaux et forêts.
1934 : Le sculpteur Alfred Boucher meurt à Aix-les-Bains à l'âge de 84 ans.

### Depuis 1945
1949 : Fondation du musée Faure, grâce au legs de la collection privée du docteur Jean Faure.
1950, 1er juillet : en France premiers essais de traction électrique à l'aide du courant monophasé industriel 20 kV - 80 Hz entre Aix-les-Bains et La Roche-sur-Foron
1953, 17 septembre : congrès national du Parti radical-socialiste y est organisé...
1954, 14 juillet : Maréchale de Lattre de Tassigny préside les cérémonies du 14 juillet, il y fut inauguré le nouveau boulevard portant son nom.
1955 : Les négociations concernant l'indépendance du Maroc sont organisées à Aix-les-bains.
1955, 7 décembre : Décès subit de Robert Barrier, député-maire d´Aix-les-Bains, président du Conseil Général, à l'âge de 48 ans.
1956, 22 mars : Lucien Spycher, 2e adjoint, élu maire le 26/12/1955, invalidé, est réélu maire par 14 voix contre 4 et 7 bulletins blancs.
1960, 8 avril : organisation du 85e Congrès National des Sociétés Savantes à Chambéry et Aix-les-Bains.
1960, 8 juin : naissance de l'actrice française Agnès Soral.
1962, 9 août : grève du personnel des thermes d'Aix-les-Bains.
1963 : début de la construction de l'église Saint-Simond par l'architecte français Maurice Novarina.
1965 : fin de la construction de l'église Saint-Simond par l'architecte français Maurice Novarina.
1965, 18 août : Rod Laver perdit en final le tournoi professionnel de tennis Aix-les-Bains Pro Championships face à Andrés Gimeno.
1966, 5 juillet : Naissance de la journaliste française Laurence Ferrari. Elle est la fille de l'ancien maire d'Aix-les-Bains Gratien Ferrari.
1973, 24 juin : travaux pour sauver le lac du Bourget par la construction ou le renforcement des stations d´épuration des eaux usées de Chambéry et d´Aix-les-Bains et la construction d´un tunnel sous la chaîne de l´Épine pour emmener les eaux usées vers le Rhône.
1975, 7 juillet : les maires d´Aix et de Grésy-sur-Aix demandent le rattachement administratif de leurs cantons à la Haute-Savoie.
1977, 8 janvier :  inauguration du stade omnisports de la ville.
1977, 13 et 20 mars : élections municipales, André Grosjean est réélu avec 64,02 % des voix (77 % de participants).
1977, 2 septembre : Inauguration du palais des Fleurs, centre de la culture et des congrès.
1982, 4 mai : Ouverture des Thermes de Marlioz avec 3000 malades en début d'activité.
1983, 15 mai : Niveau du lac désormais constant, grâce à une écluse. Depuis 40 ans, le niveau du lac baissait l´hiver et en période chaude l´accès aux ports était rendu difficile en raison d´un étiage redouté. Désormais, le canal de Savières redevient l´exutoire du lac comme auparavant.
1984, 1er septembre : inauguration de la 1re tranche de rénovation du casino Grand-Cercle.
1984, 29 décembre : Gratien Ferrari est élu maire en remplacement d´André Grosjean, démissionné le 15 décembre par le Préfet.
1985 : élection municipale, Gratien Ferrari, membre du UDF, devient maire d'Aix-les-bains.
2001 : élection municipale, Dominique Dord, membre du UMP, devient maire d'Aix-les-bains. Il est réélu en 2008.

## XXIesiècle
2005, 29 mai : référendum du traité constitutionnel pour l’Europe, les aixois ont voté pour cette Constitution, avec 53,55 % de Oui.
2007 : Élection présidentielle française de 2007, les Aixois ont voté à 61,56 % pour Nicolas Sarkozy contre 38,44 % pour Ségolène Royal.